# Urn

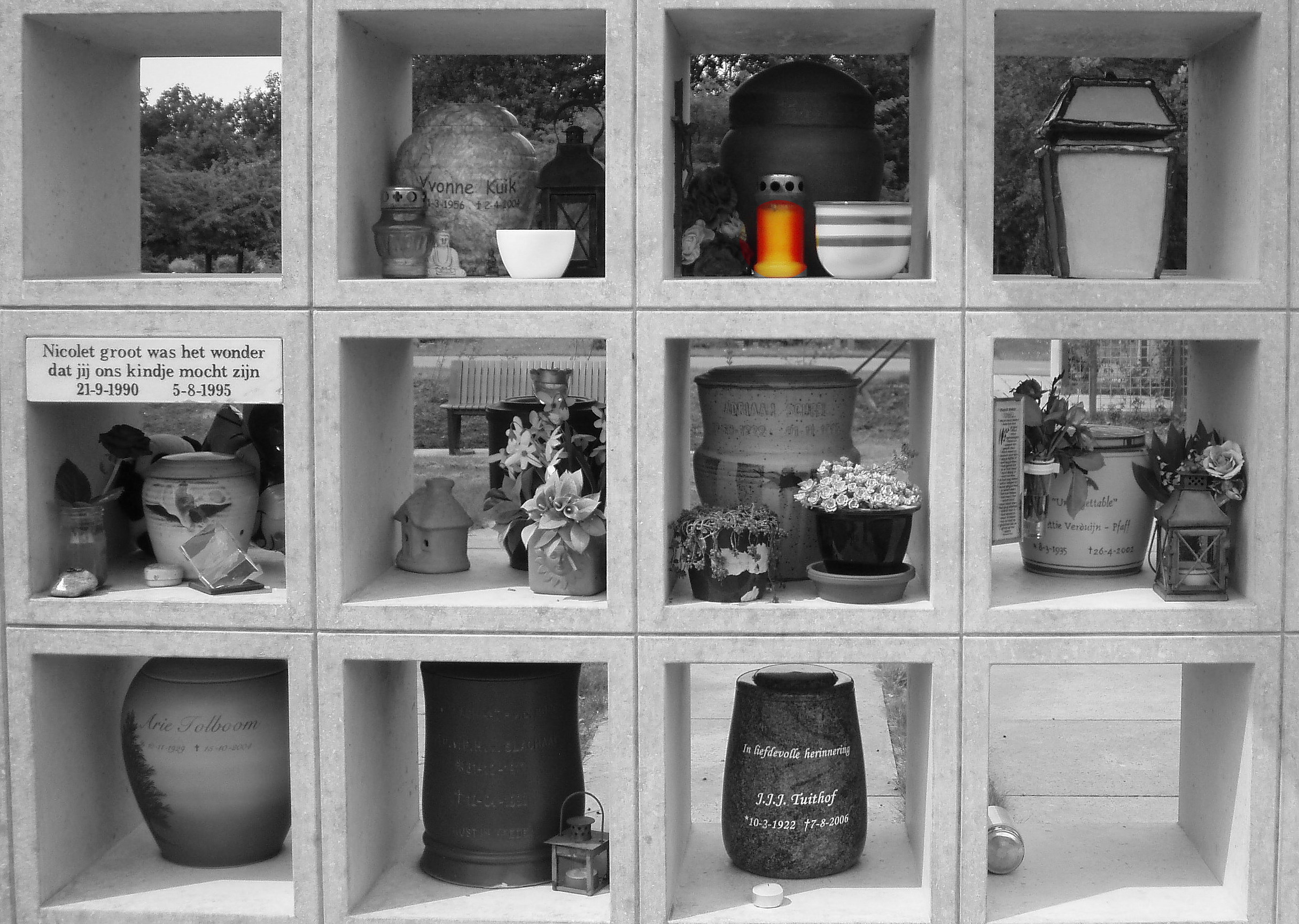
Urnenmuur op begraafplaats Rijnhof in Woerden

Een urn of urne is een pot waarin de overblijvende as van een crematie wordt bewaard. De urn waarin de as direct na het cremeren wordt opgeborgen heet officieel een asbus. De asbus wordt volgens de wet minimaal een maand in het crematorium bewaard. Een urn kan thuis worden bewaard, maar ook worden bijgezet in een urnentuin, urnengraf of urnenmuur van een begraafplaats. Dit wordt wel een columbarium genoemd.
Urnen zijn vooral bekend van de urnenveldencultuur uit de late bronstijd, van 1300 v.Chr. tot ongeveer 920 v. Chr. De doden werden toen gecremeerd en de crematieresten werden in een urn gedaan, eventueel voorzien van bijgiften. De urne werd in een grafheuvel bijgezet. Een dergelijke urn was van keramiek en had een typerende vorm.
Toen andere volkeren arriveerden, werd begraven meer gebruikelijk en dit is in Europa zo gebleven tot in de tweede helft van de 20e eeuw, toen geleidelijk aan ook crematie weer mogelijk werd. Daarbij kwam ook de urn weer in gebruik. Tegenwoordig worden urnen ook wel in een urnenzuil of urnenwand bijgezet.
Sierurnen zijn er tegenwoordig in heel veel soorten en maten. Van keramiek, marmer of graniet. Maar ook van glas, hout, metaal, etc. Er zijn mini-urnen verkrijgbaar voor het bewaren van een gedeelte van de as of grotere urnen waar de volledige asbus in kan worden bewaard.

## Afbeeldingen

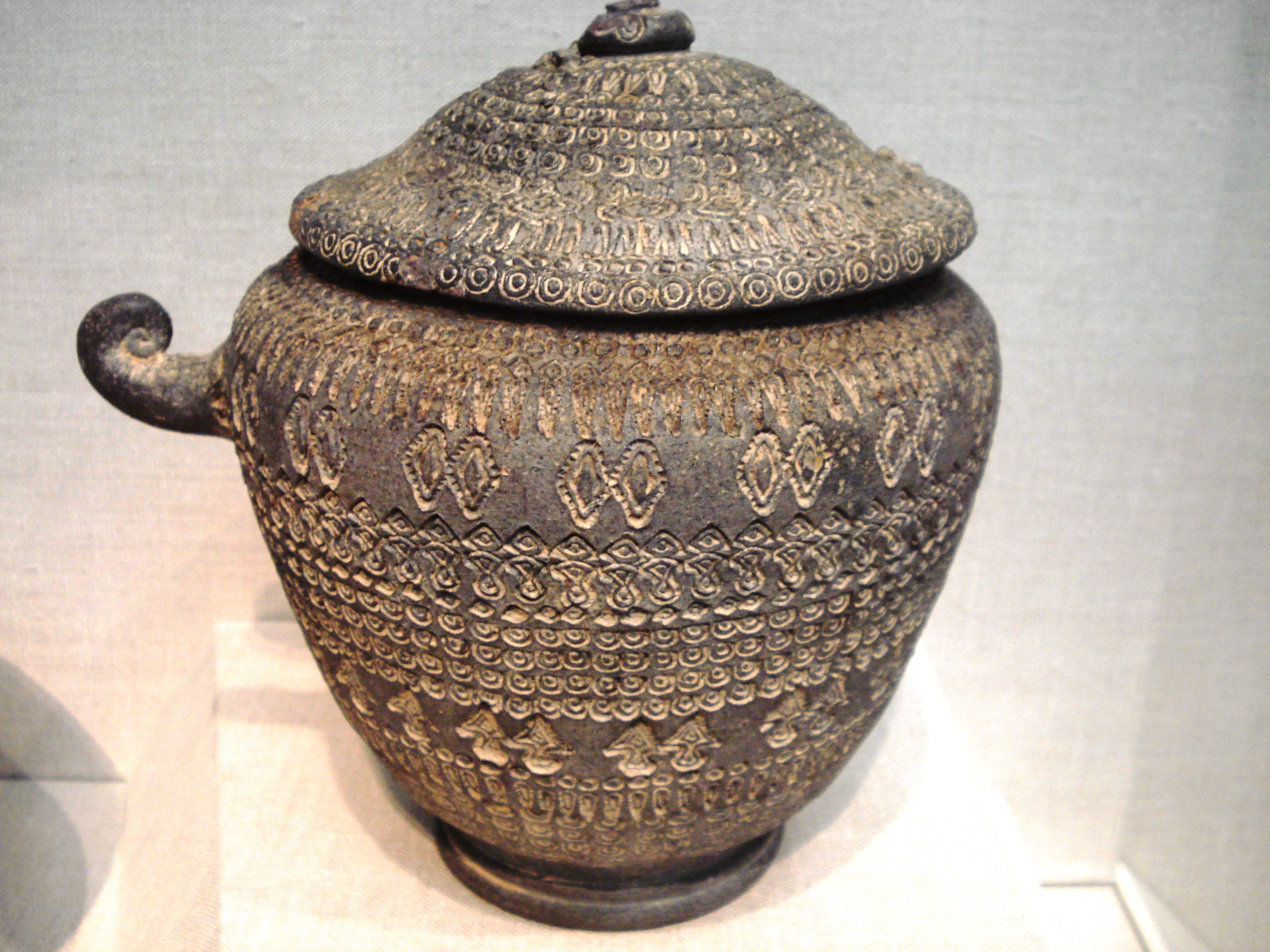
Urn uit Korea, 8e eeuw
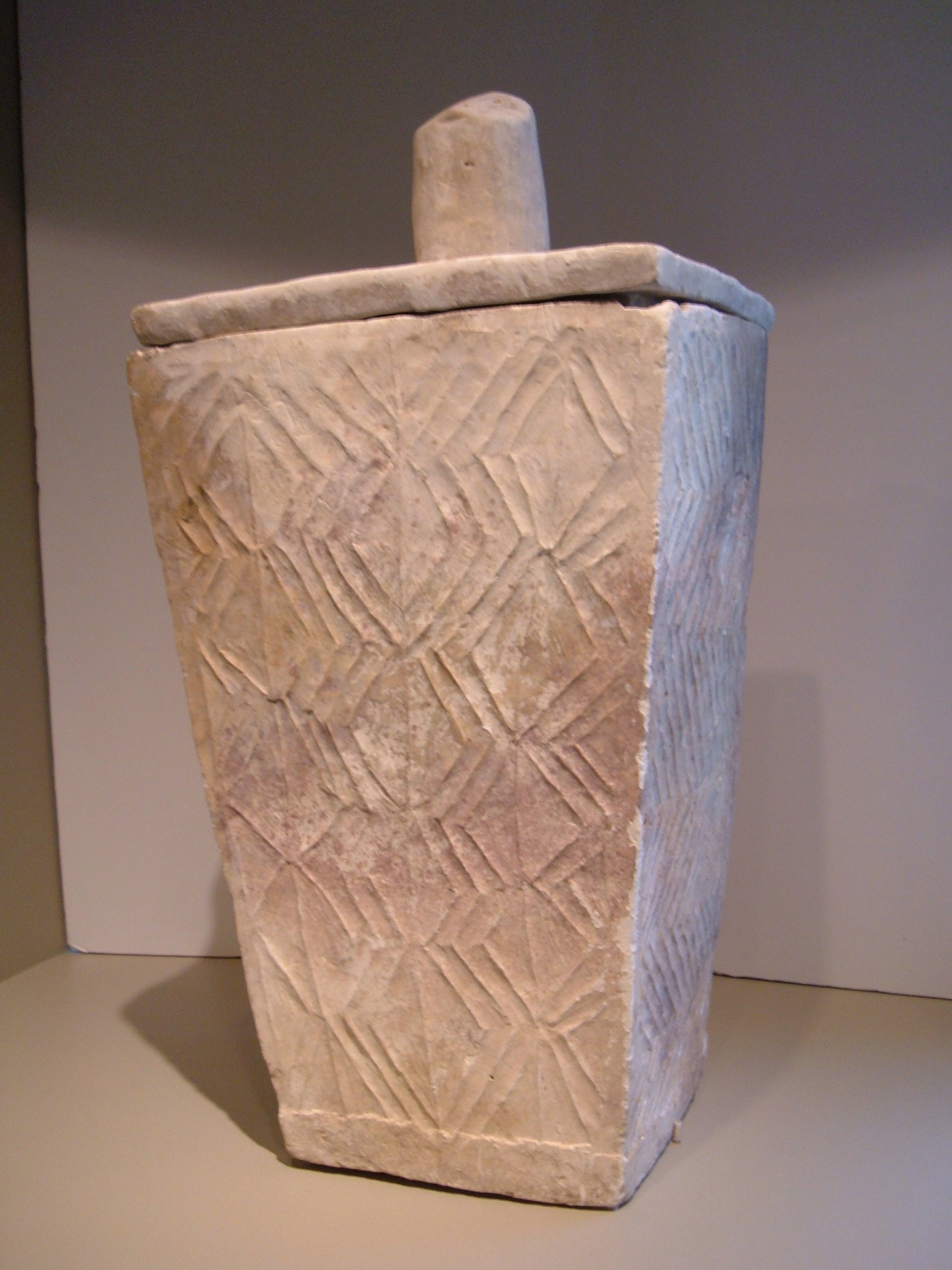
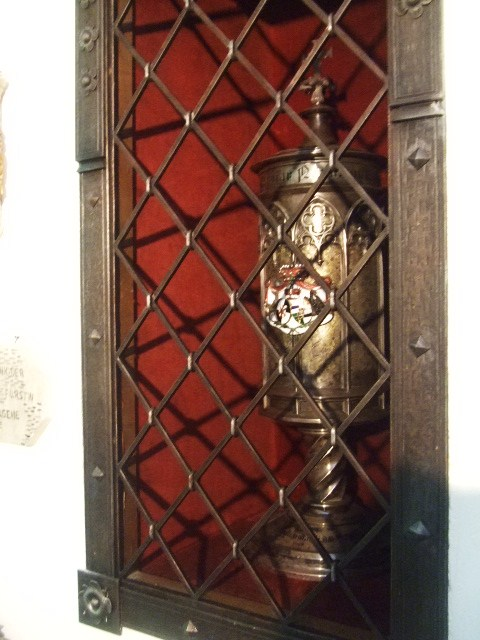
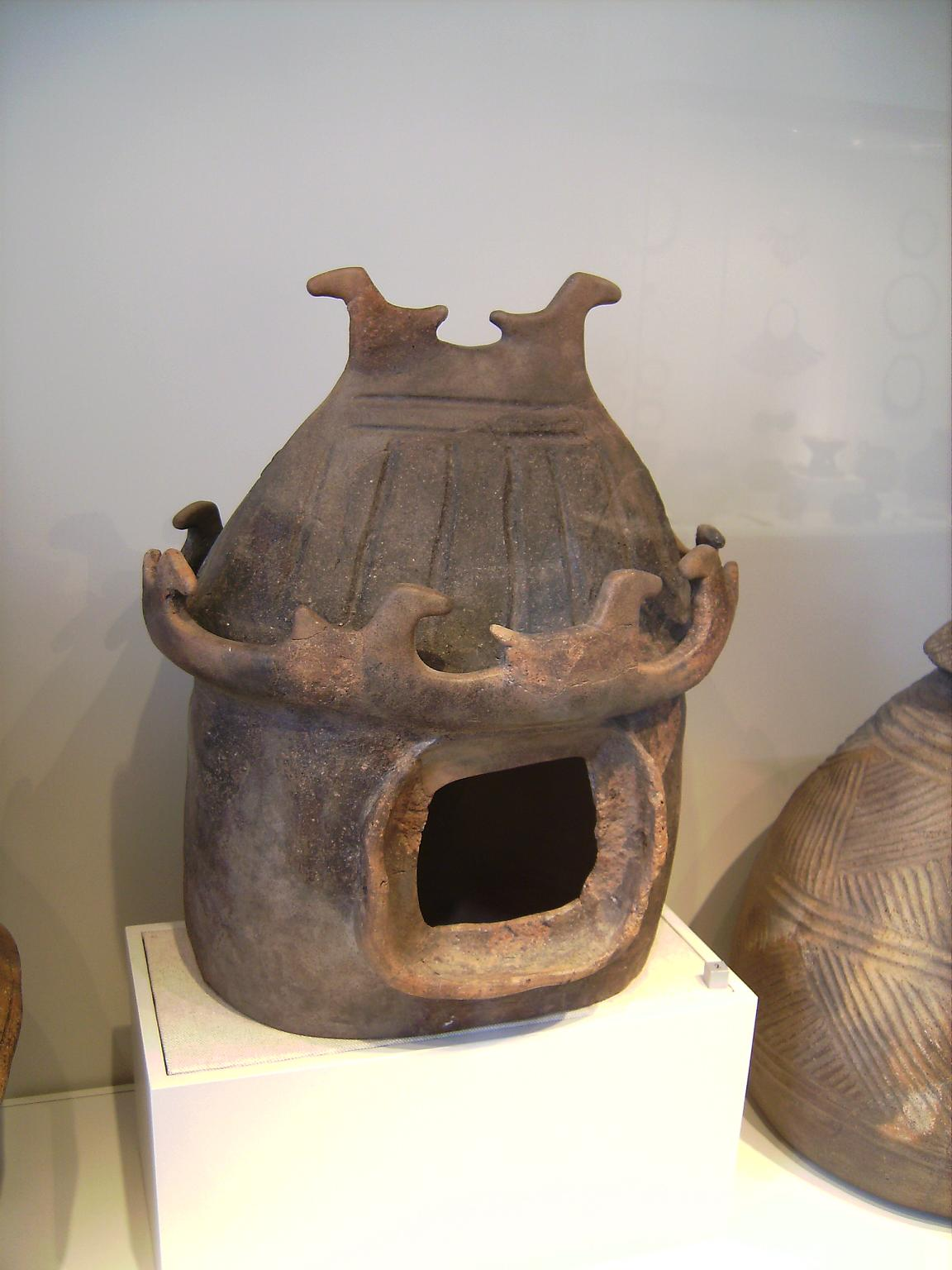
Huisurn
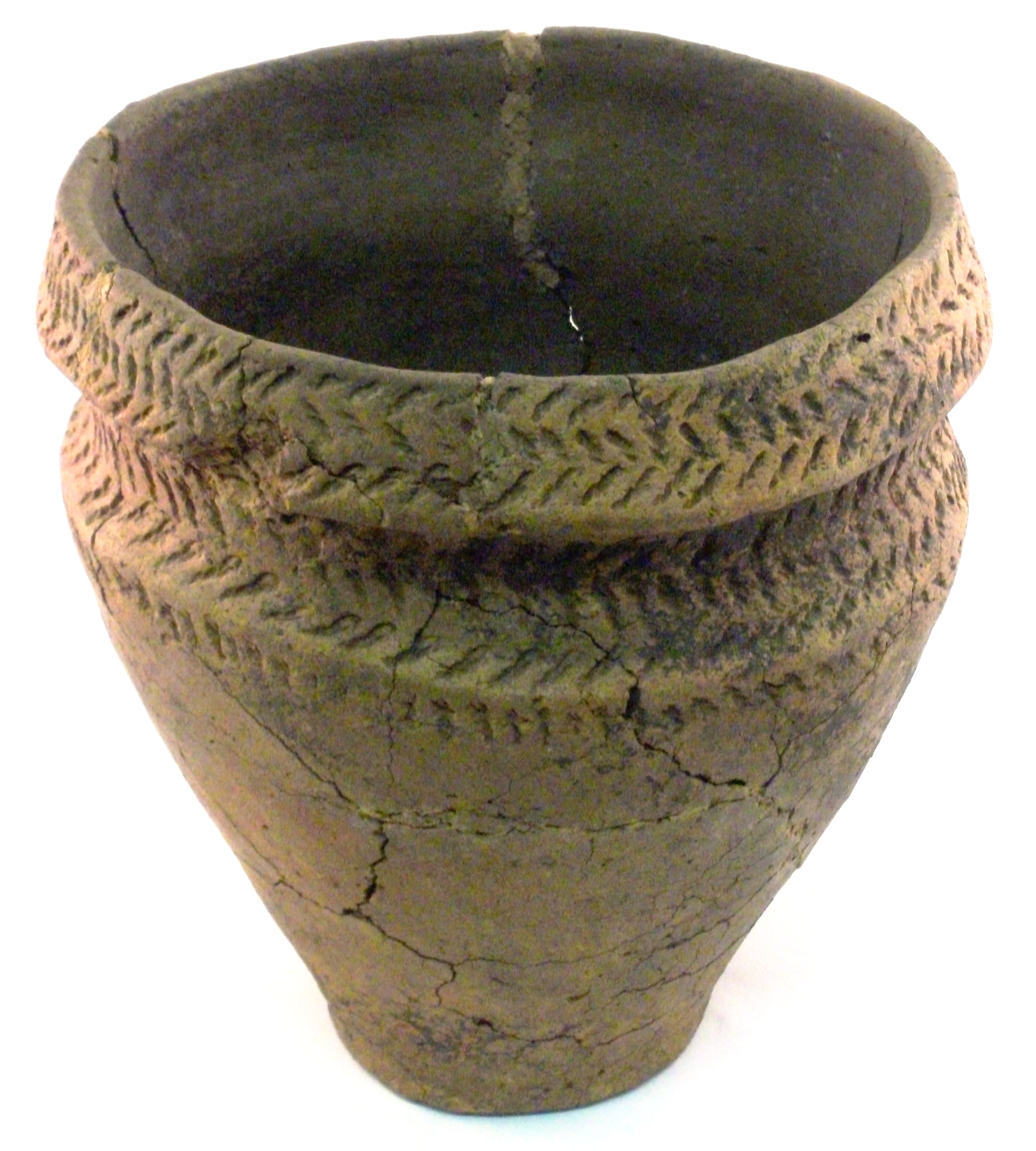
Urn uit de bronstijd, Bedfordshire
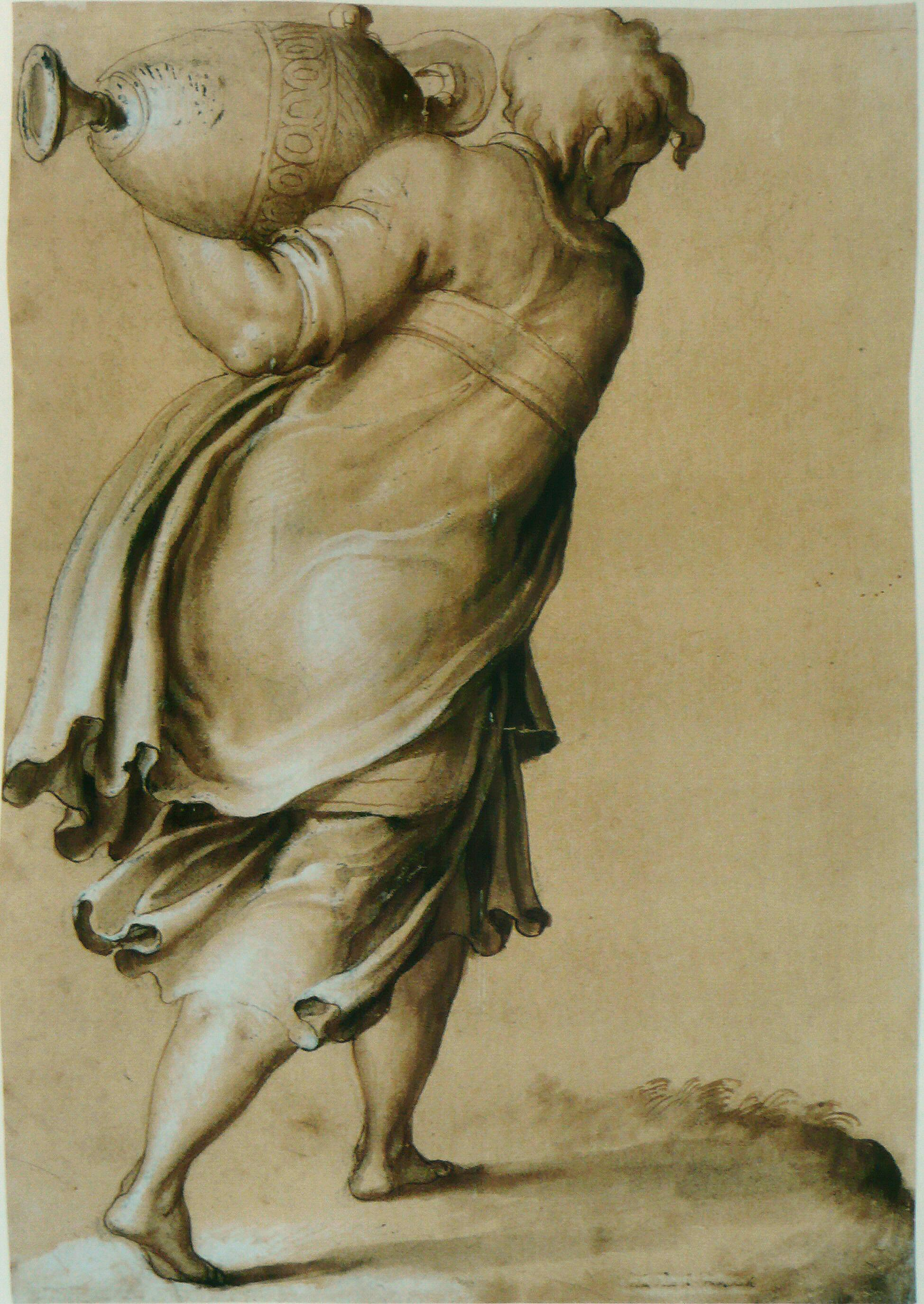
Afbeelding uit zestiende eeuw
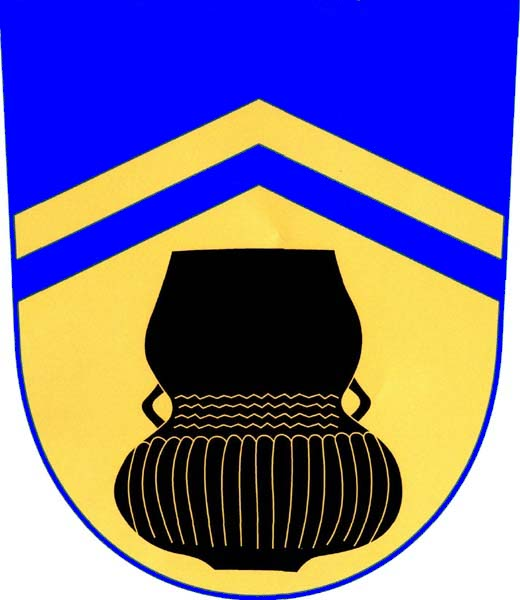
Urn in de heraldiek, een wapen uit Tsjechië
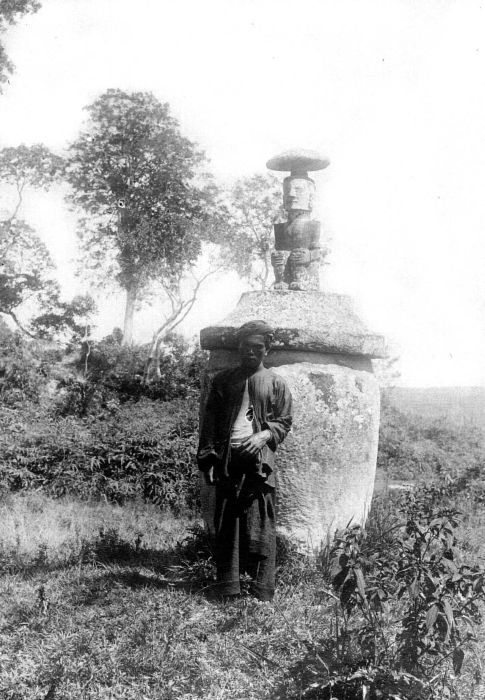
Een stenen urn met beenderresten te Panguruan Samosir, Noord-Sumatra, Wereldmuseum Amsterdam
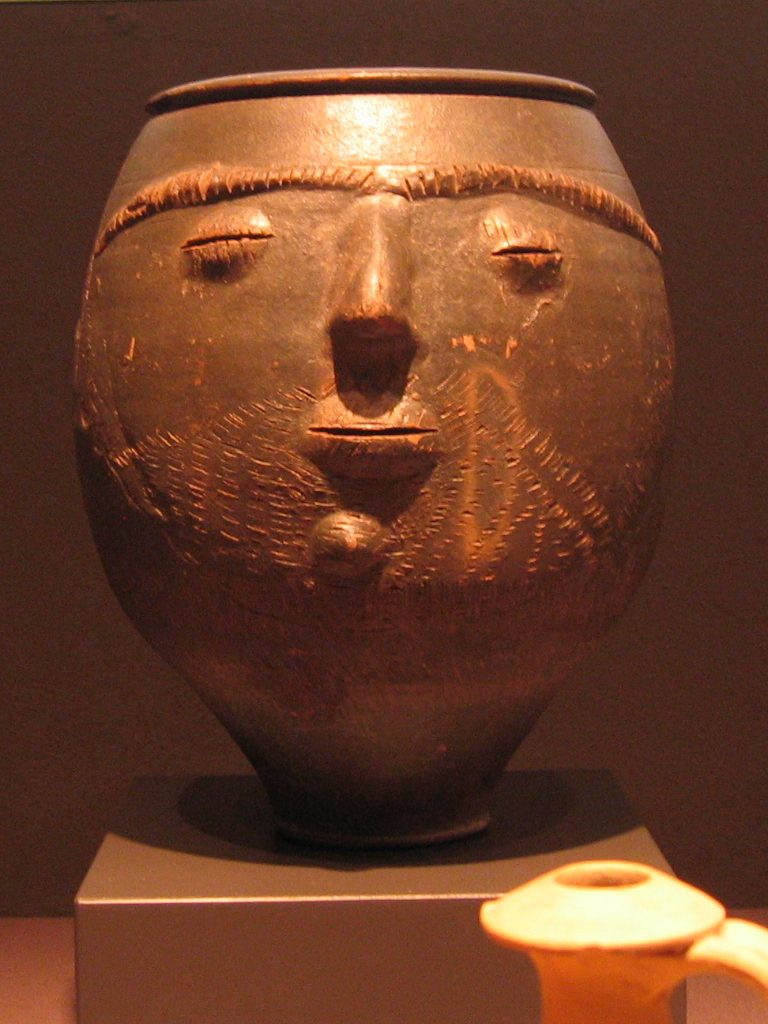
Gezichtsurn, Duitsland
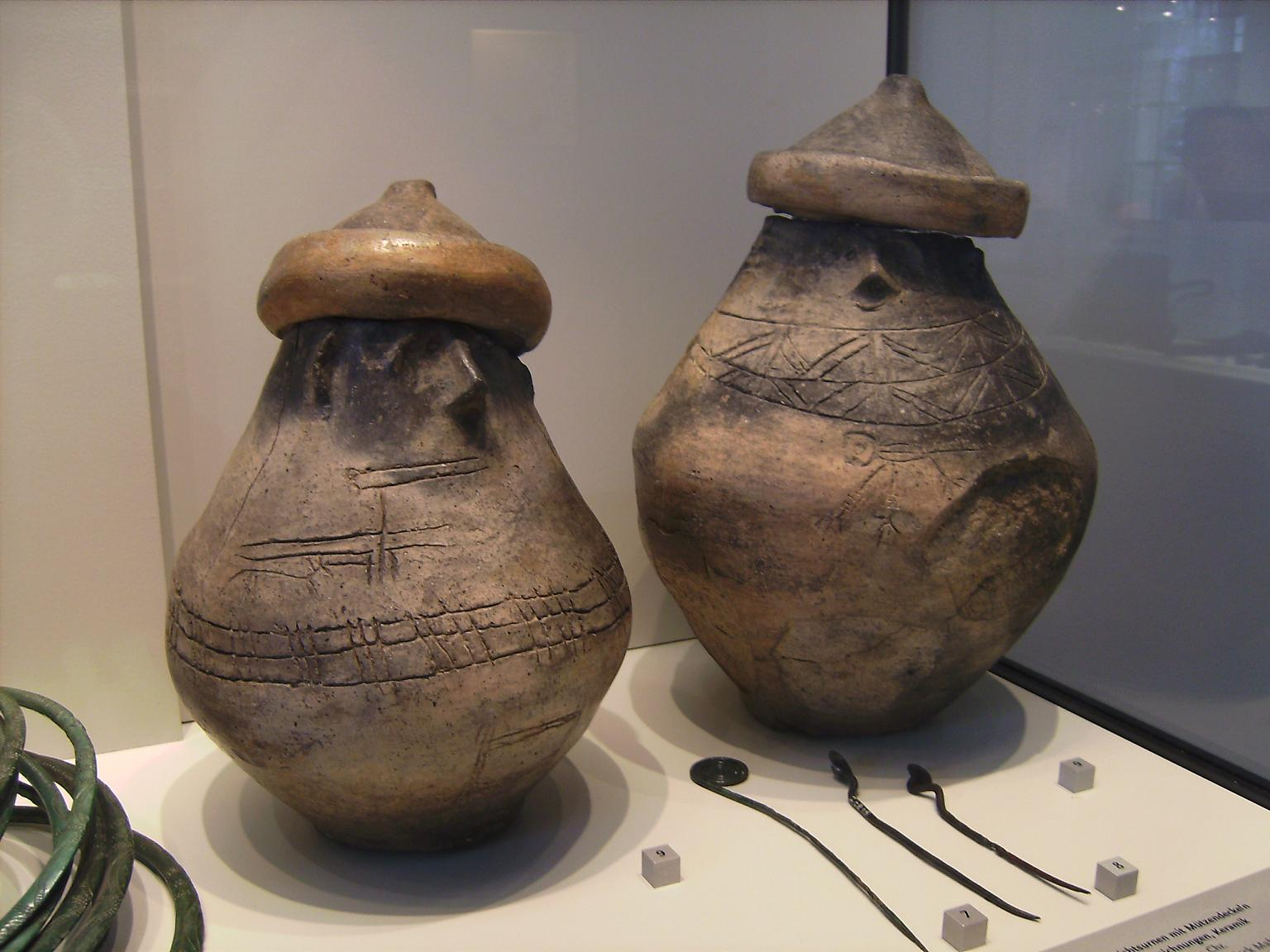
Urnen van de Pommerse gezichtsurnencultuur
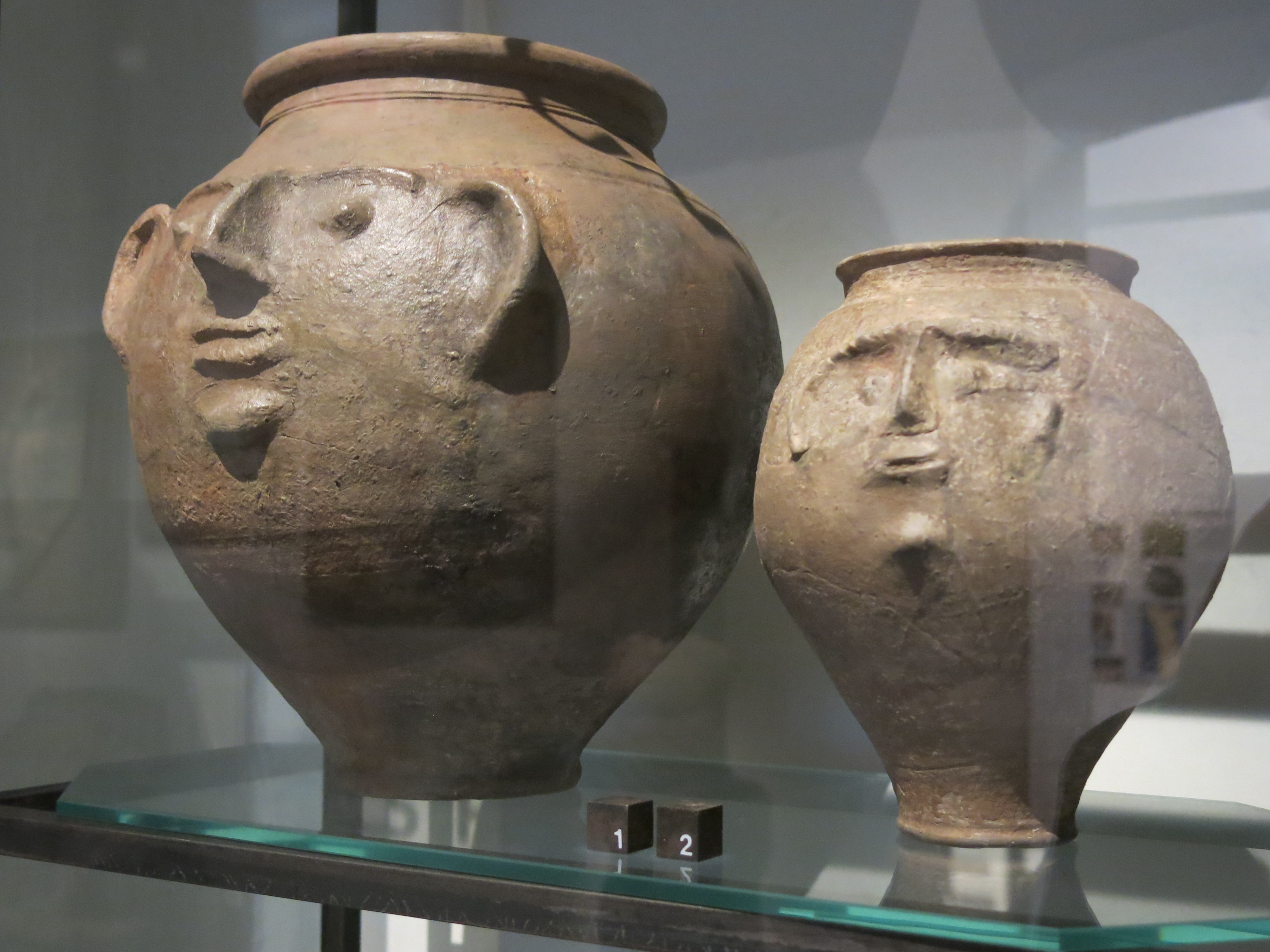
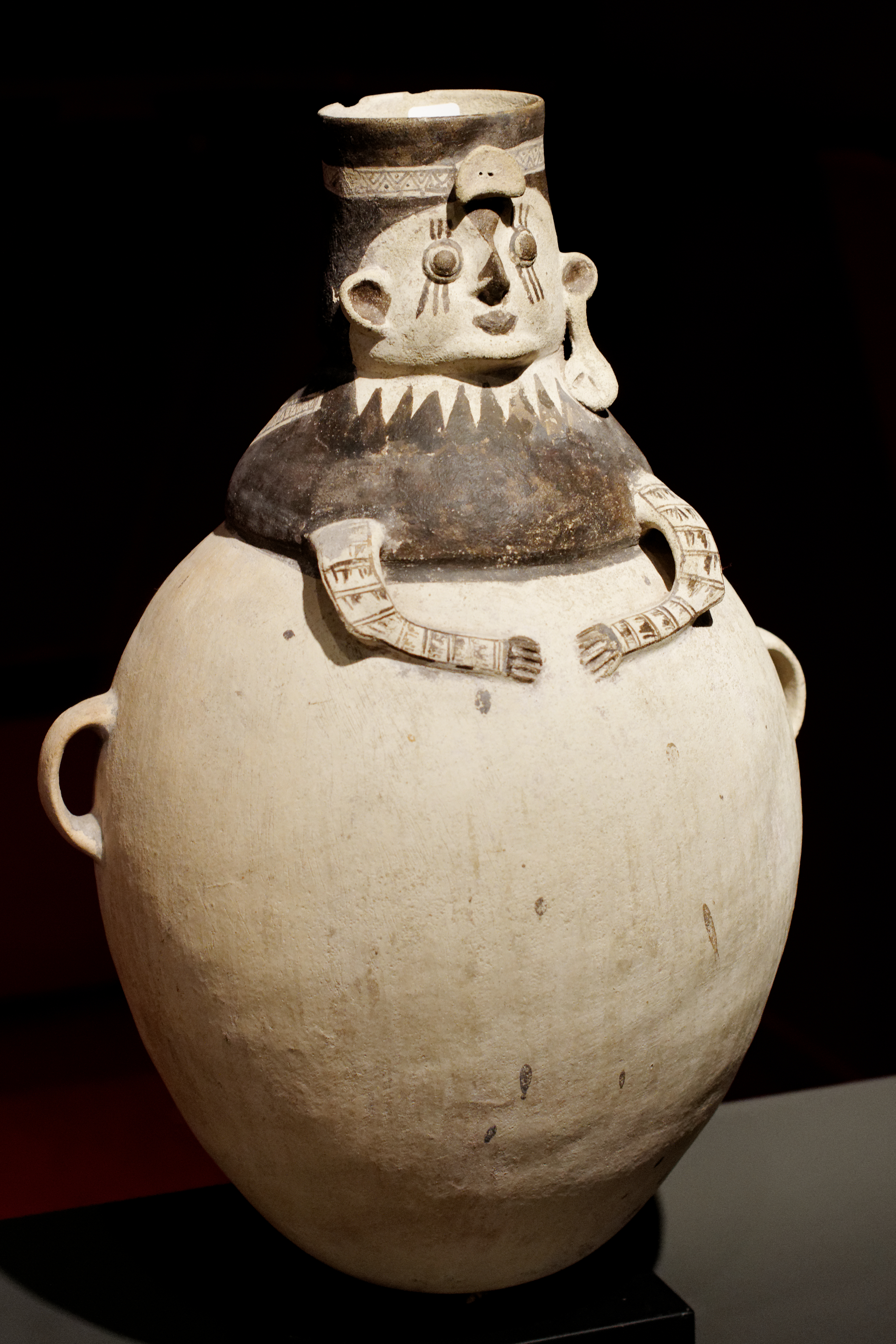
Urn uit Peru, ca. 1100 tot 1400
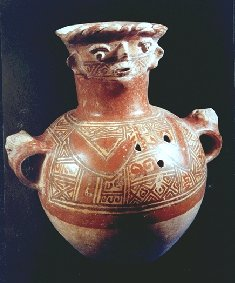
Urn van de mayas